# Paolo Caldarella
Paolo Caldarella (* 20. September 1964 in Mailand; † 27. September 1993 in Syrakus) war ein italienischer Wasserballspieler. Er war Olympiasieger 1992, Europameister 1993 und Weltmeisterschaftszweiter 1986. Außerdem gewann er dreimal bei Mittelmeerspielen.

## Karriere
1985 bei der Europameisterschaft in Sofia belegten die Italiener den vierten Platz hinter den Mannschaften aus der Sowjetunion, aus Jugoslawien und aus der Bundesrepublik Deutschland. Seine erste internationale Medaille gewann Caldarella bei der Weltmeisterschaft 1986 in Madrid. Die italienische Mannschaft belegte in der Hauptrunde den zweiten Platz hinter den Jugoslawen. Nach einem 10:9-Sieg im Halbfinale gegen das Team aus den Vereinigten Staaten trafen die Italiener im Finale erneut auf die Jugoslawen und verloren nach der vierten Verlängerung mit 11:12. Im August 1987 siegte die Mannschaft aus der Sowjetunion bei der Europameisterschaft in Straßburg. Hinter den Jugoslawen erkämpften die Italiener die Bronzemedaille. Im September 1987 folgte für die Italiener der Sieg bei den Mittelmeerspielen. Ebenfalls 1987 gewann Caldarella mit der italienischen Mannschaft bei der Universiade. Bei den Olympischen Spielen 1988 in Seoul erreichten die Italiener nach der Vorrunde nur die Platzierungsrunde für die Plätze 5 bis 8 und belegten schließlich den siebten Rang. Caldarella erzielte in sieben Spielen drei Tore.
1989 unterlagen die Italiener im Halbfinale der Europameisterschaft in Bonn den Jugoslawen mit 7:8. Im Spiel um Bronze bezwangen sie die Mannschaft aus der Sowjetunion in der Verlängerung mit 12:11. 1991 fanden drei große Turniere statt. Im Januar 1991 belegten die Italiener den sechsten Platz bei der Weltmeisterschaft in Perth. Von Juni bis Juli dauerten die Mittelmeerspiele in Athen. Die Italiener siegten vor den Jugoslawen und den Griechen. Bei der Europameisterschaft in Athen siegten die Jugoslawen vor den Spaniern und der Mannschaft aus der Sowjetunion, die Italiener erreichten den vierten Platz. 1992 beim olympischen Wasserballturnier belegten die Italiener in der Vorrunde den zweiten Platz hinter den Spaniern, wobei der direkte Vergleich mit 9:9 endete. Nach einem 9:8 im Halbfinale über das Vereinte Team aus der Gemeinschaft Unabhängiger Staaten trafen die Italiener im Finale wieder auf die Spanier und gewannen mit 9:8. Caldarella war in sieben Spielen dabei und erzielte sechs Tore, davon zwei im Finale. Im Juni 1993 siegten die Italiener bei den Mittelmeerspielen. Im August folgte der Gewinn der Europameisterschaft in Sheffield. Nach einem 10:9-Sieg über Spanien im Halbfinale bezwangen die Italiener im Finale die Ungarn mit 11:9.
Paolo Caldarella spielte für CC Ortigia aus Syrakus in der Serie A. Er starb sechs Wochen nach dem Gewinn des Europameistertitels im Alter von 29 Jahren nach einem Motorradunfall.